# K. Sasikiran
K. Sasikiran (Krishnan Sasikiran; tamilisch கிருஷ்ணன் சசிகிரண்; * 7. Januar 1981 in Madras) ist ein indischer Schachspieler.

## Leben
„Sasi“, wie er mit Spitznamen genannt wird, kommt wie V. Anand aus Chennai, dem früheren Madras, in Tamil Nadu. Sasikiran lernte Schach von seinem Vater S. Krishnan erst, als er zehn Jahre alt war. Der internationale Erfolg von V. Anand machte Schach in Indien, besonders in Tamil Nadu, populär und beeinflusste damit Sasikirans schachliche Entwicklung.
2002 wurde er mit dem Arjuna Award in der Kategorie Schach ausgezeichnet. Im Januar 2015 erhielt er den Orden Padma Shri. Sasikiran ist Angestellter der Oil and Natural Gas Corporation.

## Erfolge
1995 wurde er indischer U18-Meister. 1996 siegte er bei der Commonwealth-U18-Meisterschaft in Kalkutta. 1997 gewann er die Offene Britische U20-Meisterschaft (die Offene Britische U21-Meisterschaft gewann er 1998, 1999 und 2002). 1998 erhielt er den Titel Internationaler Meister, 1999, 2002 und 2003 wurde er indischer Einzelmeister. Im Jahre 2000 bei der Commonwealth-Meisterschaft im indischen Sangli, die er gewann, erzielte er seine letzte Norm für den Großmeistertitel, den er noch im selben Jahr verliehen bekam. 2001 gewann er das Hastings-Schachturnier und ein Zonenturnier in Colombo, 2002 in Raipur und Qingdao. 2003 gewann er in Doha den Titel des Asienmeisters sowie den Politiken Cup in Kopenhagen und das International Open in Bikaner. 2005 teilte er sich den ersten Platz mit Jan Timman beim Sigeman & Co Chess Tournament in Kopenhagen und Malmö. Bei den Asienspielen 2006 gewann er mit der indischen Nationalmannschaft die Goldmedaille (mit einer persönlichen Elo-Performance von 2925). Die Regierung von Tamil Nadu überreichte ihm für diesen Erfolg einen Scheck über 2 Millionen Indische Rupien (circa 35.000 € zur damaligen Zeit). Im Dezember 2008 gewann er ein Turnier der Kategorie 16 in Pamplona. Im Januar 2017 gewann er in Stockholm den Rilton Cup vor Sergei Wolkow und Gata Kamsky.
Im Januar 2007 war er der zweite Inder nach Anand, der eine Elo-Zahl von 2700 erreicht hat. Seine bisher höchste Weltranglistenposition war der 21. Platz im April 2006 und im Januar 2007.

## Nationalmannschaft
Sasikiran nahm an den Schacholympiaden 1998, 2000, 2002, 2004, 2006, 2008, 2010, 2012, 2014, 2018 und 2022 teil. Am erfolgreichsten war er 2014, als er mit der Mannschaft den dritten Platz belegte und in der Einzelwertung den zweiten Platz am dritten Brett erreichte. Er nahm außerdem an den Mannschaftsweltmeisterschaften 2010, 2011, 2015, 2017 und 2019 teil (und erreichte 2010 mit der Mannschaft den dritten Platz), ebenso an allen neun asiatischen Mannschaftsmeisterschaften seit 1999 (die er 2005, 2009 und 2016 mit Indien gewann), den Schachwettbewerben der Asienspiele 2006 und 2010 sowie den Schachwettbewerben der Hallen-Asienspiele 2007 und 2009.

## Vereine
Mit der Mannschaft Petroleum Sports Promotion Board wurde er viermal indischer Meister (1999, 2000, 2001 und 2003) und gewann 2014 den asiatischen Vereinspokal. Er spielt auch in der spanischen (2005 und 2006 für CA Marcote Mondariz sowie 2019 für CA Solvay) und französischen (2007 bis 2009 für die Association Cannes-Echecs, in der Saison 2014/15 für Grasse Echecs) Mannschaftsmeisterschaft. In Kroatien spielt er am Spitzenbrett des ŠK Zagreb, mit dem er 2007 und 2008 kroatischer Mannschaftsmeister wurde. Beim European Club Cup 2007 in Kemer hatte er für Zagreb an Brett 1 spielend mit 6 aus 7 das beste Ergebnis aller Spieler am Spitzenbrett. Mit dem Novoborský ŠK gewann er 2012, 2013, 2014, 2015, 2016, 2017 und 2018 die tschechische Mannschaftsmeisterschaft. Sasikiran nahm mit diesem auch in den Jahren 2012 bis 2018 am European Club Cup teil, dabei gewann er mit der Mannschaft 2013 und erreichte 2014 und 2018 jeweils den zweiten Platz, während er in der Einzelwertung 2014 am fünften und 2016 am ersten Reservebrett jeweils das zweitbeste Einzelergebnis erzielte, 2017 am fünften Brett das drittbeste Ergebnis. In China spielt er seit 2012 für Wuxi Huafang Construction, in Russland spielte er 2012 und 2013 für Navigator Moskau. In der deutschen Bundesliga spielte Sasikiran in der Saison 2017/18 für die SV 1930 Hockenheim.

## Fernschach
Krishnan Sasikiran ist auch ein sehr erfolgreicher Fernschachspieler. Im Jahr 2015 wurde er Internationaler Meister (IM) und im Jahr 2016 Verdienter internationaler Fernschachmeister (SIM). Die Normen für beide Titel erreichte er bei den Palciauskas Einladungsturnieren und den Marian Vinchev Gedächtnisturnieren 2015 und 2016.